# Maria von Wedemeyer
Maria Frederika von Wedemeyer (n. 23 de abril de 1924, Pätzig, Pomerania - f. 16 de noviembre de 1977) fue un miembro de la Iglesia Confesante y de la Resistencia alemana contra el nacionalsocialismo y prometida del mártir Dietrich Bonhoeffer.
Era hija de Hans von Wedemeyer y Ruth von Kleist. Su abuela materna era la aristócrata prusiana Ruth von Kleist Retzow emparentada con los von Bismarcks, que brindó su apoyo a los seminarios ilegales de Bonhoeffer en su dominios de Finkenwalde. 
Allí conoció a Bonhoeffer con quien se comprometió el 13 de enero de 1943. El líder fue encarcelado y posteriormente ahorcado por los nazis. Sus visitas a la cárcel y sus cartas fueron recopiladas en el libro "Cartas a una novia".
Al finalizar la guerra estudió matemáticas en Gotinga, mudándose a Estados Unidos donde trabajó en computación. 
Se casó dos veces.
Una edición mayor de las cartas fue publicada póstumamente, y pertenecían al archivo de su hermana Ruth-Alice von Bismarck (esposa de Klaus von Bismarck).

## Literatura
- Ruth-Alice von Bismarck, Urich Kabitz (Hrsg.): Brautbriefe Zelle 92 – Dietrich Bonhoeffer / Maria von Wedemeyer 1943–1945; München: C.H. Beck, 1992; ISBN 3-406-36795-X
- Renate Wind: Liebe als Produktivkraft, Dietrich Bonhoeffer – Allein in der Tat ist die Freiheit, Verlagsgesellschaft, März 2005.
- Paavo Rintala: Marias Liebe. Ein biographischer Roman, Leipzig: Evangelische Verlagsanstalt, 2006; ISBN 3-374-02363-0

1. ↑  Siehe ihren Brief vom 13. Januar an Bonhoeffer und dessen Antwort am 17. Januar in den sogenannten Brautbriefen.